# Ledinske Krnice
Ledinske Krnice so naselje v Občini Idrija.